# V436 Большого Пса
V436 Большого Пса (лат. V436 Canis Majoris) — двойная затменная переменная звезда типа W Большой Медведицы (EW) в созвездии Большого Пса на расстоянии приблизительно 3057 световых лет (около 937 парсеков) от Солнца. Видимая звёздная величина звезды — от +16,3m до +15,7m. Орбитальный период — около 0,231 суток (5,5431 часов).